# RIG
 (août 2016).
Si vous disposez d'ouvrages ou d'articles de référence ou si vous connaissez des sites web de qualité traitant du thème abordé ici, merci de compléter l'article en donnant les références utiles à sa vérifiabilité et en les liant à la section « Notes et références ».
R.I.G (Radio Iguanodon Gironde) est une radio locale de proximité diffusant un programme centré sur Bordeaux Métropole. Une grande partie de son temps d'antenne est consacrée à la musique (musiques électroniques, pop rock, musiques du monde, musiques latines) et aux émissions thématiques ou informatives.
Les studios de la station sont implantés à Blanquefort, une commune de la grande couronne bordelaise (Bordeaux-Nord). Elle émet en modulation de fréquence (FM) sur le 90,7 MHz.
Radio Iguanodon commence à émettre depuis un studio de fortune au siège régional des éclaireuses éclaireurs de France peu après la promulgation de la loi sur la libéralisation des ondes, en 1981. Comptant parmi les pionnières des radios libres à Bordeaux, elle doit son existence à la volonté d'une bande d'amis appartenant au mouvement des éclaireuses et éclaireurs de France (La branche laïque du scoutisme). Évoluant au fil des années, elle se positionne désormais en radio de proximité, laissant volontiers son antenne aux associations de la région.
Sa grille comprend également des émissions musicales (soirées thématiques consacrées au rock, à la musique indépendante ou à la techno, ainsi que six heures quotidiennes consacrées aux musiques électroniques de minuit à six heures du matin), des flashs d'information et des rubriques spécialisées. Parmi les émissions produites quotidiennement par la station figurent notamment « C le matin » (une heure de chroniques, d'informations pratiques et de musique) et les informations locales (vingt minutes de nouvelles diffusées à 12 heures 10 et 18 heures 10). Les informations nationales et internationales sont reprises en direct de la station Radio France internationale.
Ses derniers logos reprennent les couleurs de celui de son association originelle des Eclaireuses Eclaireurs De France.
RIG est membre de l'AMARC (Association mondiale des radiodiffuseurs communautaires).

## Fréquences
- Bordeaux : 90,7 MHz
- Blanquefort/ Carbon-Blanc (Bordeaux-Nord) : 90,7 MHz
- Cestas/ Villenave-d'Ornon (Bordeaux-Sud) : 90,7 MHz